# Stor-Kryckeltjärnen
Stor-Kryckeltjärnen är en sjö i Vindelns kommun i Västerbotten och ingår i Umeälvens huvudavrinningsområde. Sjön har en area på 0,0722 kvadratkilometer och ligger 258,1 meter över havet. Sjön avvattnas av vattendraget Kryckeltjärnbäcken.

## Delavrinningsområde
Stor-Kryckeltjärnen ingår i det delavrinningsområde (713896-169554) som SMHI kallar för Mynnar i Mjösjöån. Medelhöjden är 286 meter över havet och ytan är 7,67 kvadratkilometer. Det finns inga avrinningsområden uppströms utan avrinningsområdet är högsta punkten. Kryckeltjärnbäcken som avvattnar avrinningsområdet har biflödesordning 5, vilket innebär att vattnet flödar genom totalt 5 vattendrag innan det når havet efter 125 kilometer. Avrinningsområdet består mestadels av skog (71 procent) och sankmarker (24 procent). Avrinningsområdet har 0,07 kvadratkilometer vattenytor vilket ger det en sjöprocent på 0,9 procent.